# Le Tueur du campus

La Tueur du campus (Campus Killer) est un téléfilm américain réalisé par John Stimpson et diffusé en France le 4 juin 2013 sur TF1.

## Fiche technique
- Titre original : Campus Killer
- Réalisation : John Stimpson
- Scénario : Adam Scott Weissman
- Photographie : Brian Crane
- Musique : Ed Grenga
- Durée : 90 min
- Pays :  États-Unis

## Distribution
- Katee Sackhoff (VF : Adeline Moreau) : Suzanne
- Bart Johnson  : Logan
- Grant Harvey (VF : Yoann Sover) : Connor
- Robyn Lively  : Caroline
- Bates Wilder  : Olsen
- Rachel Delante (VF : Claire Baradat) : Bonnie
- Andria Blackman  : Julie
- Michael Cognata (VF : Jean-Baptiste Anoumon) : Kellen
- Kevin G. Cox  : Jeremy
- John Shea (VF : Philippe Dumond) : Docteur Egan
- Erin Cole (VF : Anne Tilloy) : Jen